# Nikita Troitski
Nikita Troitski (Russisch: Никита Троицкий) (Tammisaari, Finland, 16 april 1999) is een Russisch autocoureur.

## Carrière
Troitski begon zijn autosportcarrière in het karting nadat zijn landgenoot Robert Shwartzman hem aanmoedigde om dit te doen. Hij bleef actief in het karting tot 2014, toen hij 32e werd in het wereldkampioenschap en 35e in het Europees kampioenschap.
In 2015 maakte Troitski de overstap naar het formuleracing, waarbij hij uitkwam in zowel het SMP- als het Franse Formule 4-kampioenschap. In het SMP-kampioenschap won hij één race tijdens het openingsweekend op het Ahvenisto Race Circuit en werd zesde in het kampioenschap met 191 punten, ondanks dat hij één weekend moest missen. In het Franse kampioenschap miste hij vier van de zeven raceweekenden, maar behaalde wel drie tweede plaatsen; twee op het Circuit Bugatti en één op de Hungaroring. Met 70 punten werd hij hier dertiende in de eindstand.
In de winter van 2015 op 2016 reed Troitski in de Indiase MRF Challenge, waarin hij twee races won op het Yas Marina Circuit en de Madras Motor Race Track, waardoor hij achter Pietro Fittipaldi en Tatiana Calderón derde werd in het klassement met 191 punten. Hierna keerde hij terug naar Europa om zijn debuut te maken in de Formule Renault 2.0 NEC voor het team Fortec Motorsports. Hij behaalde een tweede plaats in zijn eerste race op het Autodromo Nazionale Monza, maar zijn beste resultaat hierna was slechts een zesde plaats en hij werd veertiende in de eindstand met 116 punten. Aan het eind van het seizoen maakte hij zijn Formule 3-debuut toen hij in twee raceweekenden van de Euroformula Open bij het team Drivex School reed. In alle races scoorde hij, met een podiumplaats op Monza als hoogtepunt.
In 2017 reed Troitski een volledig seizoen in de Euroformula Open met Drivex. Hij wist geen enkele race te winnen, maar voor zijn tweede plaats in de seizoensfinale op het Circuit de Barcelona-Catalunya kreeg hij wel het volledige aantal punten omdat winnaar Felipe Drugovich niet voor punten in aanmerking kwam. Hiernaast stond hij nog acht keer op het podium om achter de dominerende Harrison Scott tweede te worden in het klassement met 222 punten. Tevens wist hij het rookiekampioenschap winnend af te sluiten met zeven overwinningen en 124 punten.
In Europees Formule 3-kampioenschap debuteert Troitski in het Europees Formule 3-kampioenschap bij het team Carlin.